# CANT Z.1012
Il CANT Z.1012 era un trimotore da collegamento e da turismo ad ala bassa prodotto in piccola serie dall'azienda italiana Cantieri Riuniti dell'Adriatico (CRDA CANT) alla fine degli anni trenta.
Destinato inizialmente all'impiego come velivolo da Gran Turismo, su richiesta della Regia Aeronautica trovò impiego nell'ambito militare anche come aereo da addestramento e trasporto personalità.

## Storia del progetto
Nel 1937 il Ministero dell'aeronautica emise una specifica per la fornitura di un nuovo velivolo leggero plurimotore da collegamento a grande autonomia da destinare ai reparti della Regia Aeronautica. Al concorso partecipò la CRDA con un progetto affidato all'ingegner Filippo Zappata il quale, basandosi sull'esperienza acquisita nello sviluppo del CANT Z.1007, disegnò un monoplano ad ala bassa, trimotore con carrello retrattile e cabina con abitabilità per 4-6 persone.
Il Ministero stipulò un contratto per la fornitura di 7 esemplari, modificato successivamente per sei velivoli, la cui produzione iniziò lo stesso anno con la prima serie immatricolata con codici militari MM.367 ed MM.368. Questi presentavano una cabina da quattro posti, il pilota più tre passeggeri, ed era equipaggiata con tre motori Alfa Romeo 110, dei 4 cilindri in linea rovesciato raffreddato ad aria. Il primo esemplare portato in volo fu l'MM.367 che ai comandi del pilota collaudatore Mario Stoppani si staccò dall'aeroporto di Ronchi dei Legionari il 17 dicembre 1937.
Nei due anni successivi seguirono una seconda serie di due, caratterizzata dalle dimensioni leggermente aumentate, con cabina per sei persone ed equipaggiata con motori più potenti, gli Alfa Romeo 115 a sei cilindri, ed una terza, sostanzialmente identica alla prima.

## Impiego operativo
I due esemplari iniziali, gli MM.367 ed MM.368, furono inviati all'estero, presso le ambasciate italiane, rispettivamente a disposizione dell'Addetto Aeronautico che operava a Washington, negli Stati Uniti d'America, il colonnello Vincenzo Coppola, ed a quello presso l'ambasciata di Rio de Janeiro, in Brasile. Le conseguenze dello sviluppo della Seconda guerra mondiale, che, nel 1942, causarono l'entrata nel conflitto sia degli Stati Uniti che del Brasile, causarono la requisizione da parte dei due governi dei due esemplari. Il primo venne requisito dalle autorità militari e trasferito in data 22 marzo 1942 alla base di Bolling Field, acquisito dalla United States Army Air Force, il secondo al governo brasiliano che lo assegnò alla Força Aérea Brasileira fino alla sua cessione alla compagnia di bandiera Varigdove venne reimmatricolato con marca civile PP-VAO. Quest'ultima lo impiegò per il collegamento e come addestratore per gli equipaggi destinati ai plurimotori.
I due esemplari equipaggiati con i motori Alfa Romeo 115, gli MM.378 ed MM.379, vennero rispettivamente assegnati a Guidonia, presso il Centro Sperimentale, su specifica richiesta datata ottobre 1938 del generale Giuseppe Valle ed a sua disposizione, e ad Italo Balbo, in qualità di Governatore della Libia, al quale vennero apposte le marche civili I-IEIA. Alla morte di Balbo passò a disposizione del gen. Rodolfo Graziani, suo successore dal 1º luglio 1940, e reimmatricolato I-TAGR il 29 luglio successivo.
Un esemplare equipaggiato con motori Alfa Romeo 110 (nc. 3622), destinato inizialmente dal personale civile della Linee Aeree Transcontinentali Italiane (LATI) per voli di collegamento tra i vari aeroporti brasiliani raggiunti dalle rotte della compagnia aerea, venne in realtà ceduto a Bruno Mussolini, terzogenito del duce, ed immatricolato con marche civili I-BRNO.

## Versioni
Z.1012 prima e terza serie
modello equipaggiato con tre motori Alfa Romeo 110 e realizzato in quattro esemplari.
Z.1012 seconda serie
modello con motorizzazione più potente, equipaggiato tre motori Alfa Romeo 115 realizzato in due esemplari.

## Utilizzatori

### Militari
Brasile
- Força Aérea Brasileira

 Italia
- Regia Aeronautica

 Stati Uniti
- United States Army Air Forces

### Civili
Brasile
- Varig

 Italia
- Linee Aeree Transcontinentali Italiane (LATI)

### Pubblicazioni
- (IT, EN)  AeroFan Nr.95 ottobre-dicembre 2005. Giorgio Apostolo Editore
- Guido Bergomi, Cant Z.1012, in Corriere dell'Aviatore, n. 11/12, Roma, Associazione Nazionale Ufficiali Aeronautica, novembre-dicembre 2012,  p. 18.